# Syntomopus fuscipes
Syntomopus fuscipes är en stekelart som beskrevs av Huang 1991. Syntomopus fuscipes ingår i släktet Syntomopus och familjen puppglanssteklar. Inga underarter finns listade i Catalogue of Life.